# بيت علي حسن (أفلح اليمن)

تعديل مصدري - تعديل

بيت علي حسن هي إحدى قرى عزلة بني يوس بمديرية أفلح اليمن التابعة لمحافظة حجة، بلغ تعداد سكانها 30 نسمة حسب تعداد اليمن لعام 2004.